# Jesús Unanua
Jesús Unanua Becerril (* 23. Juni 1969 in Pamplona, Navarra) ist ein ehemaliger spanischer Fußballtorhüter.

## Biografie
Unanua begann seine Karriere im nahegelegenen Osasuna. Für den CA Osasuna spielte er in seiner Jugend und kam in der Saison 1989–1990 zu seinen ersten Profieinsätzen in der Primera División. Doch trotz 13 Einsätzen in seiner ersten Saison bei den Profis schaffte er es nicht die Nummer 1 zu werden. Deshalb wurde er zu Albacete Balompié für eine Saison ausgeliehen, blieb aber auch dort nur Ersatztorwart. Nach nur einem Jahr kehrte er also nach Osasuna zurück und blieb dort hinter Youngster Javier López Vallejo weiter Ersatztorwart.
Danach wechselte er für drei Jahre zum CD Leganés in die Segunda División und bestritt für den Verein insgesamt 76 Spiele. 1999 unterschrieb er dann gleichzeitig mit seinem alten Weggefährten Vallejo beim FC Villarreal. In der Saison 2002–2003 mussten aber beide dem neuverpflichteten José Manuel Reina weichen und Unanua verließ nach der Saison den Verein. Von 2003 bis 2006 spielte er dann in der Segunda División für Deportivo Xerez und den FC Elche.
Danach wechselte er zum FC Alicante und somit in die dritte spanische Liga. Doch mit dem Verein konnte er erstmals seit 52 Jahren wieder die Zweitklassigkeit erreichen, nachdem man 2007–2008 aufgestiegen war.
Am 17. Juni 2009 gab er bekannt, dass er seine Karriere beenden wird. Drei Tage später bestritt er gegen das ebenso bereits abgestiegenen Team von Sevilla Atlético sein letztes Spiel.